# فرشته‌ماهی شعله
فرشته ماهی شعله (نام علمی: Centropyge loriculus) نام یک گونه از تیره فرشته‌ماهیان است.